# Carlos Rospigliosi Vigil
Carlos Julio-Rospigliosi y González-Vigil (* Chorrillos, 1879 - † Lima, Castillo Rospigliosi, 1938) fue un científico naturalista y médico peruano que ocupó altos cargos administrativos y académicos. Fundador de instituciones científicas, catedrático y rector de la Universidad de San Marcos.

## Biografía
Sus padres fueron José Cirilo Julio Rospigliosi y Mercedes González Vigil. Cursó la educación primaria en el Colegio de la O, dirigido por Pedro Tomás Drinot; y luego, la secundaria en el Colegio de la Inmaculada (1889-1893) y el Liceo Internacional. Continuó sus estudios superiores en la Universidad de San Marcos (1896), donde optó los grados de Bachiller (1902) y Doctor en Ciencias Naturales (1904), además del grado de Bachiller en Medicina (1902), recibiéndose a continuación de Médico Cirujano (1904).
Se casó con Julia Lostanau, con quien tuvo un único hijo, Carlos Augusto Rospigliosi-Vigil Lostanau, casado con una nieta del prócer Francisco de Paula González Vigil.
Se asimiló a la sanidad militar con el grado de teniente (1904), siendo posteriormente ascendido a capitán (1905) y comisionado para estudiar la organización del servicio en EE. UU. y Europa. A su regreso, fue promovido sucesivamente a sargento mayor (1909), teniente coronel (1912) y coronel (1925). Nombrado director del Hospital Militar (1920), viajó nuevamente a Europa para establecer relación con círculos científicos (1922).
En 1929, mandó construir el Castillo Rospigliosi en Santa Beatriz, según algunos, con motivo de la llegada del rey Alfonso XIII a Lima. El castillo fue utilizado por la familia Rospigliosi y nunca acogió al rey de España.
En calidad de adjunto, ejerció la cátedra de Química General (1913), y a continuación la de Zoología (1914), primero como interino y luego como titular, en la Facultad de Ciencias de la Universidad de San Marcos. Organizó el gabinete de Historia Natural (1915), que habría de proporcionar la base para la fundación del Museo de Historia Natural (1918), y cuyas colecciones enriqueció mediante varias expediciones al interior del país. Posteriormente asumió el decanato de la Facultad de Ciencias (1930), le fue confiada la presidencia del Consejo de Administración de la Universidad (1932-1935) luego del receso decretado por el presidente Sánchez Cerro.

## Obras
- La Ureíma (Tesis de bachillerato en Ciencias Naturales, 1902).
- Embarazo ectópico (Tesis de bachillerato en Medicina, 1902).
- Los tripanosomas y su patogenia (Tesis doctoral en Ciencias Naturales, 1904).
- Orientaciones industriales y la necesidad de crear un instituto de investigación en el Perú (1917).
- La crisis universitaria en el Perú (1935).

| Predecesor: José Antonio Encinas | Rector de la Universidad de San Marcos 1932 - 1935 | Sucesor: Alfredo Solf y Muro |